# Béla Serényi

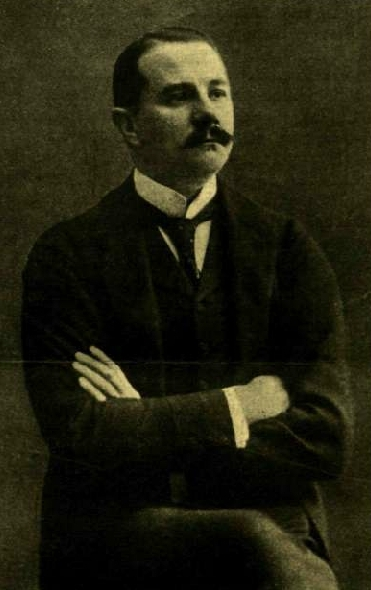
Béla Serényi

Béla Graf Serényi von Kis-Serény (Adalbert Graf Serényi; * 6. Juni 1866 in Pest; † 15. Oktober 1919 in Budapest) war ein ungarischer Politiker und Minister für Ackerbau und Handel.

## Leben
Serényi entstammte der Adelsfamilie der Serényi von Kis-Serény, die 1656 in den Grafenstand erhoben wurde. Nach Besuch des Wiener Theresianums studierte Serényi Jura in Budapest, worin er 1890 promovierte, und wurde aufgrund der Erbfolge Abgeordneter des Magnatenhauses. Bei den Parlamentswahlen 1896 wurde er als Mitglied der Liberalen Partei in das Abgeordnetenhaus gewählt. Von 1910 bis 1913 war er im Kabinett von Károly Khuen-Héderváry Ackerbauminister, und in den Jahren 1917 bis 1918 Handelsminister in den Kabinetten von Móric Esterházy und Sándor Wekerle.